# Sportåret 2012

## Händelser

### Allmänt
- 4 januari – Sverker Olofsson granskar i programmet Sverkers stora strid alkoholförsäljningen bland svenska idrottsföreningar.[1]

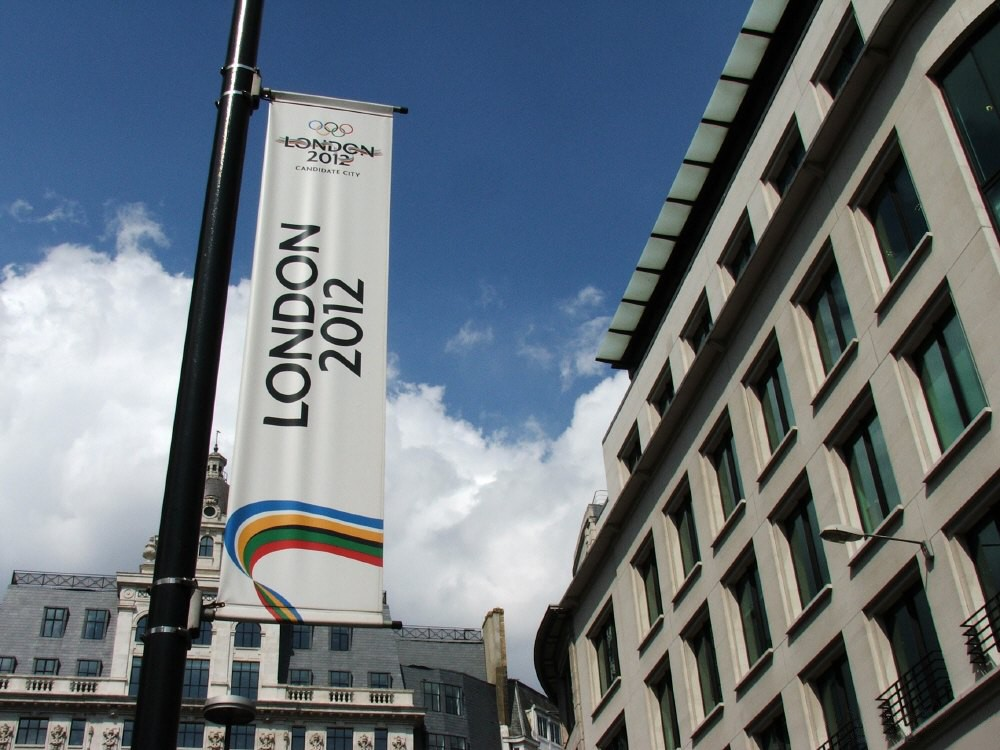
Olympiska sommarspelen.

- 27 juli-12 augusti - Olympiska sommarspelen i London.
- 29 augusti-9 september - Paralympiska sommarspelen avgörs i London.

### Alpin skidsport
- 1-9 mars – Juniorvärldsmästerskapen avgörs i Roccaraso, L'Aquila i Italien

### Backhoppning
- 6 januari - Gregor Schlierenzauer, Österrike vinner Tysk-österrikiska backhopparveckan.[2]

### Bandy
- 5 februari – Sverige blir herrvärldsmästare i Almaty, Kazakstan genom att finalslå Ryssland med 5-4 medan Kazakstan besegrar Finland med 10-5 i bronsmatchen.[3]
- 26 februari – Sverige blir damvärldsmästare i Irkutsk, Ryssland efter finalseger mot Ryssland med 5-3. Finland tar bronset efter seger mot Kanada med 4-1.[4]
- 24 mars – AIK blir svenska dammästare genom att besegra Sandvikens AIK med 5-4 efter förlängning i finalen på Studenternas IP i Uppsala.[5][6]
- 25 mars – Sandvikens AIK svenska herrmästare genom att besegra Villa Lidköping BK med 6-5 i finalen på Studenternas IP i Uppsala.[7][8]
- 13 oktober – HK Zorkij, Ryssland vinner World Cup genom att besegra HK Jenisej Krasnojarsk, Ryssland med 3–0 i finalmatchen i Göransson Arena i Sandviken, Sverige.[9]

### Baseboll
- 25 augusti - Karlskoga Bats vinner SM-guld i baseboll med 3-1 i matcher över Leksand BSK.
- 28 oktober - National League-mästarna San Francisco Giants vinner World Series med 4-0 i matcher över American League-mästarna Detroit Tigers.[10]

### Basket
- 21 juni - Miami Heat vinner NBA-finalserien mot Oklahoma City Thunder.[11]
- 11 augusti - USA vinner den olympiska damturneringen i London genom att finalslå Brasilien med 86-50.
- 12 augusti - USA vinner den olympiska herrturneringen i London genom att finalslå Spanien med 107-100.

### Drakbåtspaddling

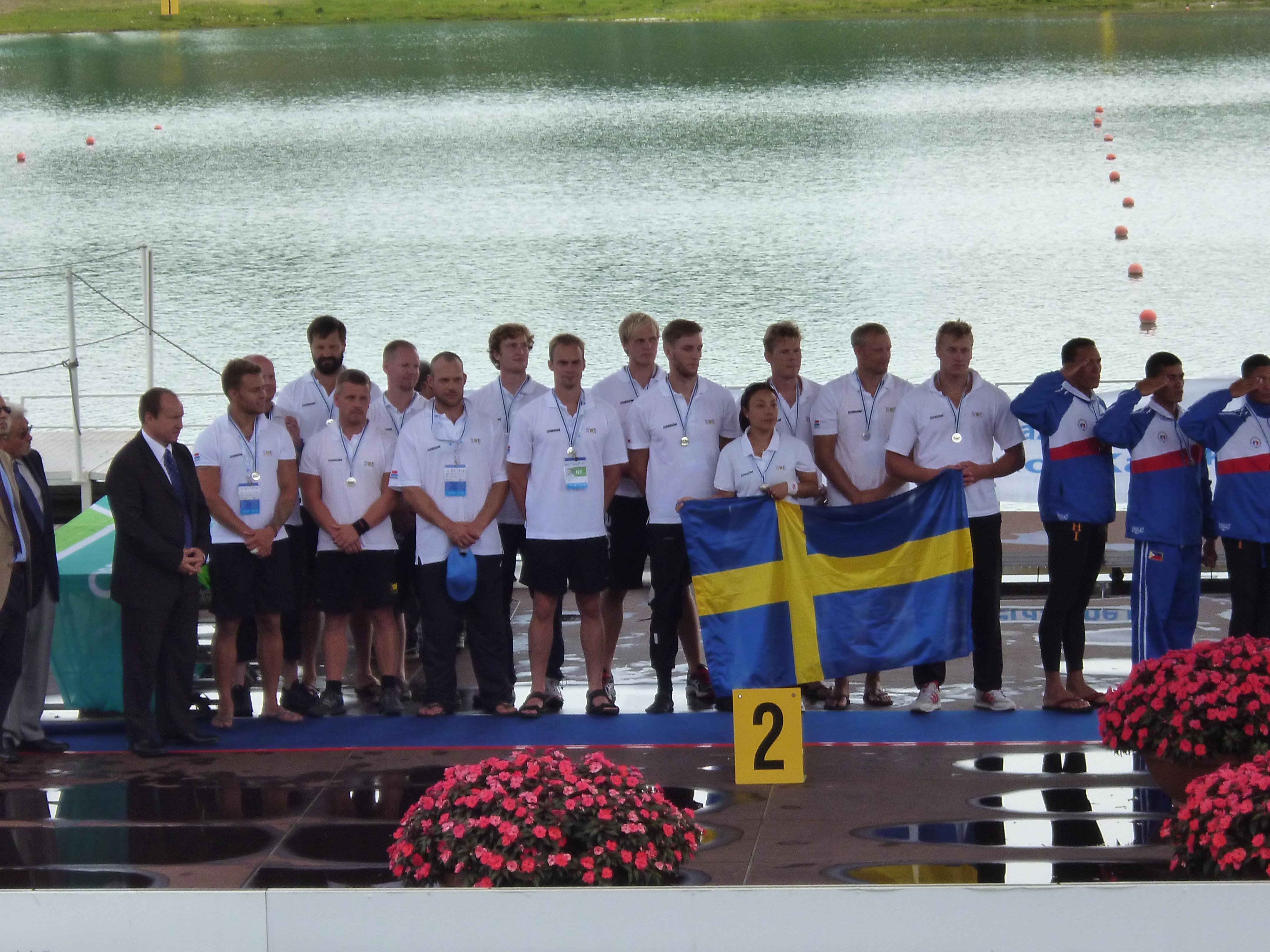
Sverige tog sin främsta VM-placering någonsin genom ett silver i 10manna herr 2000 meter, efter Filippinerna och före Tyskland på drakbåts-VM 2012.

- Den 27-29 juli avgjordes drakbåts-EM för landslag 2012 i Nottingham i Skottland.
- Den 29 augusti-2 september tog det svenska drakbåtslandslaget silver på 2000 meter i 10manna herr på drakbåts-VM 2012. Placeringen var Sveriges främsta någonsin på ett drakbåts-VM. Guldet gick till Filippinerna. I 10manna dam blev det brons på både 200 meter och 2000 meter, och dessa medaljerna var de första medaljerna någonsin i damklassen på ett VM för svensk del.

### Fotboll
- 1 februari – Minst 73 personer omkommer vid publikbråk på fotbollsmatch i Port Said.[12]
- 12 februari - Zambia vinner afrikanska herrmästerskapet i Gabon och Ekvatorialguinea genom att finalslå Elfenbenskusten med 8-7 i straffsparksläggningen efter 0-0 i ordinarie speltid och förlängning.

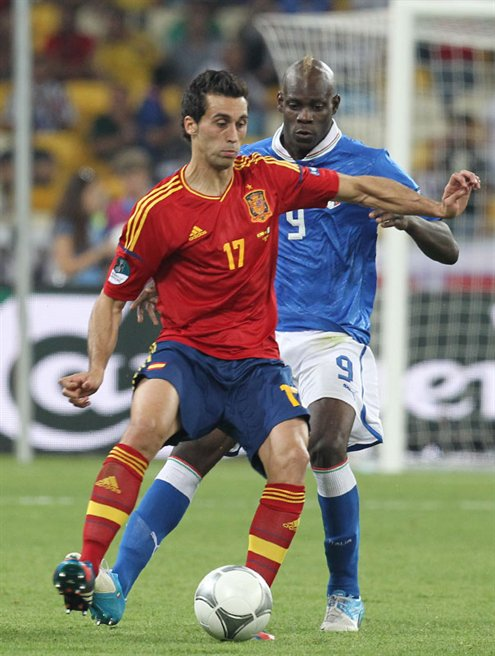
Spanien Europabäst.

- 8 juni-1 juli - Spanien vinner Europamästerskapet i fotboll, som spelas i Polen och Ukraina, genom att finalslå Italien med 4-0 i Kiev.
- 9 augusti - USA vinner damernas olympiska turnering genom att i London finalbesegra Japan med 2-1.[13]
- 11 augusti - Mexiko vinner herrarnas olympiska turnering genom att finalbesegra Brasilien med 2-1 i London.[14]
- 14 november - Friends Arena i Solna invigs med herrlandskampen Sverige-England, där Sverige vinner med 4-2 sedan alla svenska mål gjorts av Zlatan Ibrahimović.[15]

### Friidrott
- 27 juni-1 juli - Europamästerskapen avgörs i Helsingfors.

### Handboll
- 29 januari - Danmark vinner Europamästerskapet för herrar i Serbien genom att finalslå Serbien med 21-19 i Belgrad.[16]
- 11 augusti - Norge vinner den olympiska damfinalen i London mot Montenegro med 26-23.
- 12 augusti - Frankrike vinner den olympiska herrfinalen i London mot Sverige med 22-21.
- 3-16 december - Montenegro vinner Europamästerskapet för damer i Serbien genom att finalslå Norge med 34-31 efter förlängning i Belgrad.

### Innebandy
- 21 april
  - Storvreta IBK blir svenska herrmästare efter finalseger mot IBK Dalen med 5-3 i Malmö Arena.[17]
  - IKSU blir svenska dammästare efter finalseger mot KAIS Mora IF med 7-1 i Malmö Arena.[18]
- 1-9 december - Sverige vinner världsmästerskapet för herrar i Schweiz, i finalen besegras Finland med 11-5.[19]

### Ishockey

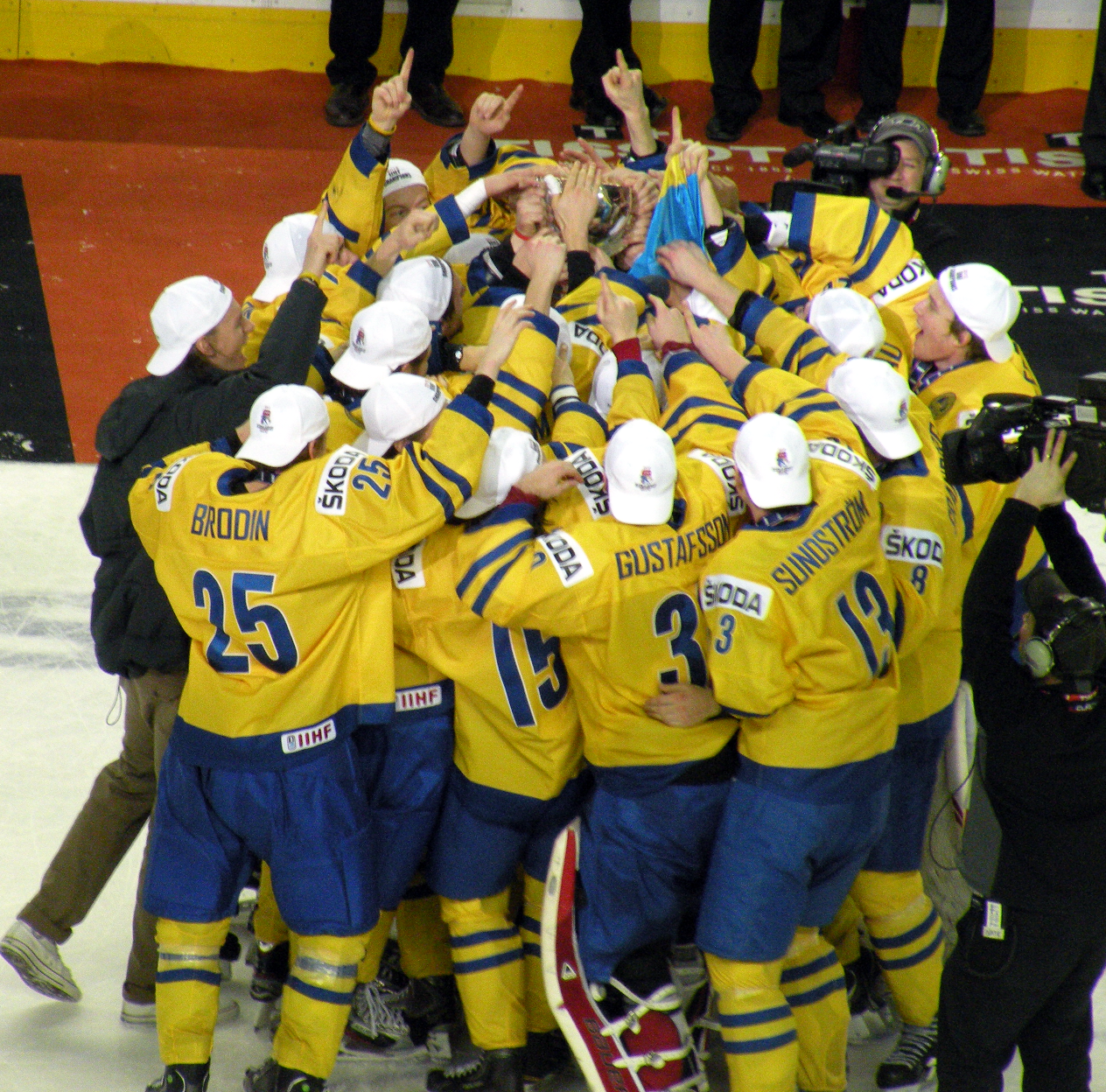
Sverige juniorvärldsmästare.

- 5 januari – Sverige blir juniorvärldsmästare genom att i Calgary finalslå Ryssland med 1-0 i förlängningen.[20]
- 31 mars – Modo HK blir svenska mästare för damer efter att ha finalbesegrat Brynäs IF med 1-0 i Södertälje.[21]
- 14 april - Kanada blir damvärldsmästare genom att i Burlington i Vermont, USA, finalslå USA med 5-4 i förlängning. Schweiz erövrar genom att ta brons[22] sin första dammedalj i världsmästerskap.[23]
- 19 april – Brynäs IF blir svenska mästare för herrar efter att ha besegrat Skellefteå AIK med 4-2 i matcher i finalserien.[24]
- 4-20 maj - Världsmästerskapet för herrar spelas i Helsingfors, Finland, och Stockholm, Sverige. Ryssland vinner turneringen genom att finalslå Slovakien med 6-2. Tjeckien besegrar Finland med 3-2 i bronsmtchen.[25]
- 11 juni – Los Angeles Kings besegrar New Jersey Devils med 4-2 i matcher i Stanley Cup-finalserien.[26]
- 16 december – Luleå HF från Sverige vinner European Trophy i Bratislava och Wien genom att vinna finalen mot Färjestads BK från Sverige med 2-0.[27]

### Landhockey
- 10 augusti - Nederländerna vinner den olympiska damturneringen i London genom att finalbesegra Argentina med 2-1.
- 11 augusti - Tyskland vinner den olympiska herrturneringen i London genom att finalbesegra Nederländerna med 2-1.

### Längdskidåkning
- 4 mars - Vasaloppet avgörs i Sverige. Jörgen Brink, Sverige vinner herrklassen medan Vibeke Skofterud, Norge vinner damklassen.[28]

### Motorsport
- 17 juni – André Lotterer, Benoît Tréluyer och Marcel Fässler vinner Le Mans 24-timmars med en Audi R18 e-tron quattro.

### Orientering
- 5-6 maj: 10-mila avgjordes i Kvarn, Halden SK vinner både herrkaveln och damkaveln. Ounasvaaran Hiihtoseura vinner ungdomskaveln.
- 16-17 juni: Jukolakavlen avgjordes. Kalevan Rasti vinner.
- 14-21 juli: Världsmästerskapen avgörs i Lausanne.[29] Sverige vinner 3 brons och 2 silver.
- 21-28 juli: O-Ringen avgjordes i Halmstad. 21.172 personer deltar. Tanja Rjabkina vinner damernas elittävlingar och Olav Lundanes vinner herr-elit.
- 6 oktober: 25-manna avgjordes. Halden SK vinner för fjärde gången.

### Skidskytte
- 20-26 februari – Juniorvärldsmästerskapen avgörs Kontiolax, Finland.
- 1-11 mars - Världsmästerskapen avgörs i Ruhpolding i Bayern, Tyskland

### Tennis
- 4 november - Tjeckien vinner Fed Cup genom att finalbesegra Ryssland med 3-1 i O2 Arena i Prag.[30]
- 18 november - Tjeckien vinner Davis Cup genom att finalbesegra Spanien med 3-2 i O2 Arena i Prag.[31]

### Vattenpolo
- 9 augusti - USA vinner den olympiska damturneringen i London genom att finalbesegra Spanien med 8-5.
- 12 augusti - Kroatien vinner den olympiska herrturneringen i London genom att finalbesegra Italien med 8-6.

### Volleyboll
- 11 augusti - Brasilien vinner den olympiska damturneringen i London genom att finalbesegra USA med 3-1.
- 12 augusti - Ryssland vinner den olympiska herrturneringen i London genom att finalbesegra Brasilien med 3-2.

## Avlidna
- 6 juni – Birgitta Östenberg, 82, svensk friidrottare.
- 14 juli – Sixten Jernberg, 83, svensk längdskidåkare.[32]
- 27 augusti – Stig Lindmark, 76, svensk travtränare och travkusk.
- 23 september – Radja Jerosjina, 82, rysk (sovjetisk) längdskidåkare.[33]
- 30 november – Lars-Gunnar Björklund, 75, svensk sportjournalist.

### Fotnoter
1. ↑  ”Sveriges Television”. 4 januari 2012. Arkiverad från originalet den 5 januari 2012. https://web.archive.org/web/20120105132343/http://svt.se/2.161175/sverkers_stora_strid. Läst 4 januari 2012.
2. ↑  Results Four Hills 11–12
3. ↑  ”World Championships 2012” (på engelska). Bandysidan. http://www.bandysidan.nu/event.php?EVID=169. Läst 7 februari 2012.
4. ↑  ”World Championships Women 2012” (på engelska). Bandysidan. http://www.bandysidan.nu/event.php?EVID=171. Läst 26 februari 2012.
5. ↑  Erik Jonsson (24 mars 2012). ”2010–2019”. Svenska Bandyförbundet. https://www.svenskbandy.se/BANDYFINALEN/HISTORIK/Svenskamastare/Damer/2010-2019/. Läst 19 mars 2020.
6. ↑  Erik Jonsson (24 mars 2012). ”SMAIK avgjorde i sudden”. Svenska Bandyförbundet. https://www.svenskbandy.se/Nyhetsarkiv/sm-finalaikavgjordeisudden/. Läst 22 juni 2012.
7. ↑  Erik Jonsson (25 mars 2012). ”2010–2019”. Svenska Bandyförbundet. https://www.svenskbandy.se/BANDYFINALEN/HISTORIK/Svenskamastare/Herrar/2010-2019/. Läst 19 mars 2020.
8. ↑  Jimmy Andersson. ”Slutspelet 11/12”. Jimbo Bandy. Arkiverad från originalet den 3 augusti 2012. https://archive.is/20120803144527/http://www.jimbobandy.nu/1112/slut.html. Läst 12 juni 2012.
9. ↑  ”Zorkij vann World cup” (på svenska). Sveriges Radio. 14 oktober 2012. https://sverigesradio.se/artikel/5308902. Läst 2 september 2024.
10. ↑  ”2012 World Series” (på engelska). Baseball-Reference.com. http://www.baseball-reference.com/postseason/2012_WS.shtml. Läst 25 juni 2015.
11. ↑  ”2011-12 NBA Schedule and Results”. Basketball Reference. http://www.basketball-reference.com/leagues/NBA_2012_games.html. Läst 22 juni 2012.
12. ↑  ”Minst 73 döda vid egyptisk fotbollsmatch” (på svenska). Dagens Nyheter. 1 februari 2012. https://www.dn.se/sport/fotboll/minst-73-doda-vid-egyptisk-fotbollsmatch/. Läst 1 februari 2012.
13. ↑  ”Games of the XXX. Olympiad Women Football Tournament” (på engelska). RSSSF. http://www.rsssf.com/tableso/ol2012f-women.html. Läst 16 augusti 2011.
14. ↑  ”Games of the XXX. Olympiad Football Tournament” (på engelska). RSSF. http://www.rsssf.com/tableso/ol2012f.html. Läst 12 augusti 2011.
15. ↑  ”Zlatan invigde med fyra mål”. Svenska Fotbollförbundet. 14 november 2012. https://www.svenskfotboll.se/nyheter/landslag/20122/11/zlatan-invigde-med-fyra-mal/. Läst 15 november 2012.
16. ↑  ”Sport Statistics”. Arkiverad från originalet den 28 mars 2012. https://web.archive.org/web/20120328215909/http://todor66.com/handball/Europe/Men_2012.html. Läst 29 januari 2012.
17. ↑  ”SM-slutspel 2011-2012”. Svenska innebandyförbundet. http://issuu.com/innebandy.se/docs/hsm1112?e=4128515/1999263. Läst 18 november 2013.
18. ↑  ”SM-slutspel 2011-2012”. Svenska innebandyförbundet. http://issuu.com/innebandy.se/docs/dsm201112?e=4128515/2001178. Läst 18 november 2013.
19. ↑  ”9th Men's WFC Bern & Zurich, Switzerland December 2nd - 9th 2012” (på engelska). International Floorball Federation. http://www.floorball.org/default.asp?kieli=826&id_sivu=499&alasivu=499. Läst 18 november 2013.
20. ↑  ”Championnat du monde des moins de 20 ans 2011/12” (på franska). Hockey Archives. 5 januari 2012. https://www.hockeyarchives.info/U-20_2012.htm. Läst 6 januari 2012.
21. ↑  ”Championnat de Suède féminin 2011/12” (på franska). Hockey Archives. 12 juni 2012. https://www.hockeyarchives.info/Suefem2012.htm. Läst 12 juni 2012.
22. ↑  ”Championnats du monde féminins 2012” (på franska). Hockey Archives. 14 april 2012. https://www.hockeyarchives.info/mondefem2012.htm. Läst 17 mars 2020.
23. ↑  ”Schweiz krossade Finlands medaljdröm” (på svenska). Svenska Yle. 15 april 2012. https://svenska.yle.fi/artikel/2012/04/15/schweiz-krossade-finlands-medaljdrom. Läst 17 mars 2012.
24. ↑  ”Championnat de Suède 2011/12” (på franska). Hockey Archives. 19 april 2012. https://www.hockeyarchives.info/Suede2012.htm. Läst 12 juni 2012.
25. ↑  ”Championnats du monde 2012” (på franska). Hockey Archives. 20 maj 2012. https://www.hockeyarchives.info/mondial2012.htm. Läst 12 juni 2012.
26. ↑  ”NHL 2011/12” (på franska). Hockey Archives. 11 juni 2012. https://www.hockeyarchives.info/NHL2012.htm. Läst 21 juni 2013.
27. ↑  ”European Trophy 2012” (på franska). Hockey Archives. 16 december 2012. https://www.hockeyarchives.info/Europeantrophy2012.htm. Läst 18 oktober 2013.
28. ↑  ”Historiska segrare”. Vasaloppet. Arkiverad från originalet den 22 mars 2020. https://web.archive.org/web/20200322121012/https://www.vasaloppet.se/wp-content/uploads/sites/1/2019/09/historiska_segrare_vasaloppet_sve_2019-09-18.pdf. Läst 4 mars 2012.
29. ↑  ”World Orienteering Championships 2012” (på engelska). http://orienteering.org/events/?event_id=54. Läst 20 augusti 2012.
30. ↑  ”World Group Final” (på engelska). Fed Cup. Arkiverad från originalet den 2 november 2012. https://web.archive.org/web/20121102055525/http://www.fedcup.com/en/results/tie/details.aspx?tieId=100017594. Läst 19 november 2012.
31. ↑  ”World Group Final” (på engelska). Davis Cup. http://www.daviscup.com/en/results/tie/details.aspx?tieId=100017691. Läst 19 november 2012.
32. ↑  ”Sixten Jernberg har gått ur tiden”. Sveriges Television. http://www.svt.se/nyheter/#/sport/sixten-jernberg-har-gatt-ur-tiden?&_suid=1342269821229006078282427960824. Läst 14 juli 2012.
33. ↑  ”Умерла Радья Ерошина”. allsportinfo.ru. Arkiverad från originalet den 22 februari 2014. https://web.archive.org/web/20140222015357/http://www.allsportinfo.ru/index.php?id=64271. Läst 26 september 2012.